# Портинари (род)

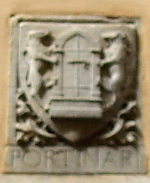

Портинари — семья флорентийских банкиров эпохи Ренессанса, заказчик ряда важных произведений искусства.

## Члены рода
- Фолько ди Портинари (Folco di Ricovero Portinari)
  - Портинари, Беатриче (1266—1290) — муза Данте, дочь предыдущего.
- мачеха Боккаччо, Маргарита деи Мардоли, дочь монны Лаппы, рожденная Портинари, приходилась троюродной сестрой Беатриче
- Томмазо Портинари (ок. 1424 — 1501), банкир, меценат. Его заказы:
  - Алтарь Портинари
  - Страшный суд (Мемлинг) (предположительно)